# Umberto Balsamo

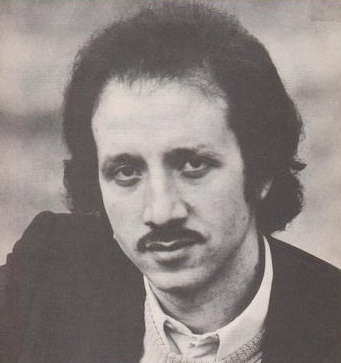
Foto publicada en 1974 en Bugliardi noi (ed. Karma).

Umberto Balsamo (Catania, 10 de marzo de 1942) es un cantautor italiano.
Se presentó con el disco Per l'estate en 1972 y con la canción Se fossi diversa. Participó al año siguiente, en el Festival de San Remo con Amore mio. También ha participado en otros festivales importantes como el Festivalbar.
Otros de sus temas conocidos son Bugiardi noi (1974), L'angelo azzurro (1977) y "Balla"(1979).
- Datos: Q367215
- Multimedia: Umberto Balsamo / Q367215